# Tomáš Berdych
Tomáš Berdych (uitspraakⓘ) (Valašské Meziříčí, 17 september 1985) is een Tsjechisch professioneel tennisser sinds 2002. In november 2019 zette hij een punt achter zijn loopbaan in de ATP tour wegens aanhoudend blessureleed. Berdych is een veelzijdige speler, die ondanks zijn lengte op alle baansoorten prima uit de voeten kan. Op alle grandslamtoernooien bereikte hij minimaal al eens de halve finale, met als hoogtepunt de finale van Wimbledon. Hij verloor die finale in straight sets van de Spanjaard Rafael Nadal.

## Carrière
Berdych werd professional in 2002 en beleefde in 2004 zijn definitieve doorbraak. Op de Olympische Spelen 2004 in Athene versloeg hij in de tweede ronde titelfavoriet Roger Federer. Uiteindelijk verloor Berdych in de kwartfinale van de Amerikaan Taylor Dent. In 2004 won hij op ATP-toernooi van Palermo tevens zijn eerste ATP-titel. Op het Paris Masters van 2005 won Berdych zijn eerste ATP Masters Series-titel. Hij versloeg onderweg naar zijn toernooizege Jiří Novák, de als tweede geplaatste Guillermo Coria, de als dertiende geplaatste Juan Carlos Ferrero, de als zeven geplaatste Gastón Gaudio, de als achtste geplaatste Radek Štěpánek, en in de finale van de als zesde geplaatste Ivan Ljubičić.
Hoewel de Tsjech te boek stond als groot talent zijn grote prijzen uitgebleven. Hij bereikte op de diverse grandslamtoernooien vele kwartfinales en halve finales, maar kon telkens net die laatste stap niet zetten. Zijn sportieve hoogtepunt was het bereiken van de finale op Wimbledon 2010, door in de kwartfinale titelverdediger Roger Federer klop te geven en in halve finale af te rekenen met de Serviër Novak Djokovic. In de eindstrijd verloor hij echter betrekkelijk kansloos van de Spanjaard Rafael Nadal.
Berdych haalde tot dusver 31 finales op de ATP tour, waarvan hij er 13 wist te winnen, waaronder het ATP-toernooi van Rotterdam in 2014.

## Privéleven
Berdych is getrouwd met het Tsjechische model Ester Satorova.

## Palmares
| Legenda                       | Legenda               |
| ----------------------------- | --------------------- |
| Grand Slam                    |                       |
| Olympische Spelen             |                       |
| tot 2009                      | vanaf 2009            |
| Tennis Masters Cup            | ATP Finals            |
| ATP Masters Series            | ATP Tour Masters 1000 |
| ATP International Series Gold | ATP Tour 500          |
| ATP International Series      | ATP Tour 250          |

### Enkelspel
| Nr.                  | Datum             | Toernooi          | Ondergrond    | Tegenstander in finale | Score                   | Details       |
| -------------------- | ----------------- | ----------------- | ------------- | ---------------------- | ----------------------- | ------------- |
| Gewonnen finales     |                   |                   |               |                        |                         |               |
| 1.                   | 27 september 2004 | ATP Palermo       | Gravel        | Filippo Volandri       | 6-3, 6-3                | Details       |
| 2.                   | 6 november 2005   | ATP Parijs        | Tapijt (i)    | Ivan Ljubičić          | 6-3, 6-4, 3-6, 4-6, 6-4 | Details       |
| 3.                   | 11 juni 2007      | ATP Halle         | Gras          | Marcos Baghdatis       | 7-5, 6-4                | Details       |
| 4.                   | 5 oktober 2008    | ATP Tokio         | Hardcourt     | Juan Martín del Potro  | 6-1, 6-4                | Details       |
| 5.                   | 10 mei 2009       | ATP München       | Gravel        | Michail Joezjny        | 6-4, 4-6, 7-6           | Details       |
| 6.                   | 9 oktober 2011    | ATP Peking        | Hardcourt     | Marin Čilić            | 3-6, 6-4, 6-1           | Details       |
| 7.                   | 5 februari 2012   | ATP Montpellier   | Hardcourt (i) | Gaël Monfils           | 6-2, 4-6, 6-3           | Details       |
| 8.                   | 21 oktober 2012   | ATP Stockholm     | Hardcourt (i) | Jo-Wilfried Tsonga     | 4-6, 6-4, 6-4           | Details       |
| 9.                   | 16 februari 2014  | ATP Rotterdam     | Hardcourt (i) | Marin Čilić            | 6-4, 6-2                | Details       |
| 10.                  | 19 oktober 2014   | ATP Stockholm     | Hardcourt (i) | Grigor Dimitrov        | 5-7, 6-4, 6-4           | Details       |
| 11.                  | 4 oktober 2015    | ATP Shenzhen      | Hardcourt     | Guillermo García López | 6-3, 7-6(7)             | Details       |
| 12.                  | 25 oktober 2015   | ATP Stockholm     | Hardcourt (i) | Jack Sock              | 7-6(1), 6-2             | Details       |
| 13.                  | 2 oktober 2016    | ATP Shenzhen      | Hardcourt     | Richard Gasquet        | 7-6(5), 6-7(2), 6-3     | Details       |
| Verloren finales     |                   |                   |               |                        |                         |               |
| 1.                   | 5 juli 2005       | ATP Bastad        | Gravel        | Rafael Nadal           | 6-2, 2-6, 4-6           | Details       |
| 2.                   | 12 juni 2006      | ATP Halle         | Gras          | Roger Federer          | 0-6, 7-6, 2-6           | Details       |
| 3.                   | 25 september 2006 | ATP Mumbai        | Hardcourt     | Dmitri Toersoenov      | 3-6, 6-4, 6-7           | Details       |
| 4.                   | 7 juli 2008       | ATP Bastad        | Gravel        | Tommy Robredo          | 4-6, 1-6                | Details       |
| 5.                   | 4 april 2010      | ATP Miami         | Hardcourt     | Andy Roddick           | 5-7, 4-6                | Details       |
| 6.                   | 4 juli 2010       | Wimbledon         | Gras          | Rafael Nadal           | 3-6, 5-7, 4-6           | Details       |
| 7.                   | 13 mei 2012       | ATP Madrid        | Hardcourt     | Roger Federer          | 6-3, 5-7, 5-7           | Details       |
| 8.                   | 25 augustus 2012  | ATP Winston-Salem | Hardcourt     | John Isner             | 6-3, 4-6, 6-7(9)        | Details       |
| 9.                   | 24 februari 2013  | ATP Marseille     | Hardcourt (i) | Jo-Wilfried Tsonga     | 6-3, 6-7(6-8), 4-6      | Details       |
| 10.                  | 2 maart 2013      | ATP Dubai         | Hardcourt     | Novak Đoković          | 5-7, 3-6                | Details       |
| 11.                  | 29 september 2013 | ATP Bangkok       | Hardcourt (i) | Milos Raonic           | 6-7(4-7), 3-6           | Details       |
| 12.                  | 1 maart 2014      | ATP Dubai         | Hardcourt     | Roger Federer          | 6-3, 4-6, 3-6           | Details       |
| 13.                  | 4 mei 2014        | ATP Oeiras        | Gravel        | Carlos Berlocq         | 6-0, 5-7, 1-6           | Details       |
| 14.                  | 5 oktober 2014    | ATP Beijing       | Hardcourt     | Novak Đoković          | 0-6, 2-6                | Details       |
| 15.                  | 10 januari 2015   | ATP Doha          | Hardcourt     | David Ferrer           | 4-6, 5-7                | Details       |
| 16.                  | 15 februari 2015  | ATP Rotterdam     | Hardcourt(i)  | Stanislas Wawrinka     | 6-4, 3-6, 4-6           | Details       |
| 17.                  | 19 april 2015     | ATP Monte Carlo   | Gravel        | Novak Đoković          | 5-7, 6-4, 3-6           | Details       |
| 18.                  | 27 mei 2017       | ATP Lyon          | Gravel        | Jo-Wilfried Tsonga     | 6-7(2), 5-7             | Details       |
| 19.                  | 5 januari 2019    | ATP Doha          | Hardcourt     | Roberto Bautista Agut  | 4-6, 6-3, 3-6           | Details       |
| Gewonnen challengers |                   |                   |               |                        |                         |               |
| 1.                   | 14 juli 2003      | Budaors           | Gravel        | Ivaylo Traykov         | 6-2, 6-3                | 6-2, 6-3      |
| 2.                   | 11 augustus 2003  | Graz              | Hardcourt     | Julian Knowle          | 6-4, 5-7, 6-2           | 6-4, 5-7, 6-2 |
| 3.                   | 1 maart 2004      | Besançon          | Hardcourt     | Julien Benneteau       | 6-3, 6-1                | 6-3, 6-1      |
| 4.                   | 7 juni 2004       | Weiden            | Gravel        | Janko Tipsarević       | 6-3, 6-3                | 6-3, 6-3      |
| 5.                   | 14 juni 2004      | Braunschweig      | Gravel        | Daniel Elsner          | 4-6, 6-1, 6-4           | 4-6, 6-1, 6-4 |

### Dubbelspel
| Nr.                  | Datum            | Toernooi       | Ondergrond    | Partner           | Tegenstanders in finale               | Score            | Details |
| -------------------- | ---------------- | -------------- | ------------- | ----------------- | ------------------------------------- | ---------------- | ------- |
| Gewonnen finales     |                  |                |               |                   |                                       |                  |         |
| 1.                   | 24 februari 2008 | ATP Rotterdam  | Hardcourt     | Dmitri Toersoenov | Philipp Kohlschreiber Michail Joezjny | 7-5, 3-6, [10-7] | Details |
| 2.                   | 4 januari 2014   | ATP Doha       | Hardcourt     | Jan Hájek         | Alexander Peya Bruno Soares           | 6-2, 6-4         | Details |
| Verloren finales     |                  |                |               |                   |                                       |                  |         |
| 1.                   | 27 mei 2007      | World Team Cup | Gravel        | Jan Hájek         | José Acasuso Sebastián Prieto         | 6-2, 4-6, [4-10] | Details |
| 2.                   | 8 augustus 2010  | ATP Washington | Hardcourt     | Radek Štěpánek    | Mardy Fish Mark Knowles               | 6-4, 6-7, [7-10] | Details |
| Gewonnen challengers |                  |                |               |                   |                                       |                  |         |
| 1.                   | 16 maart 2003    | Sarajevo       | Hardcourt (i) | Jaroslav Levinsky | Simon Aspelin Johan Landsberg         | 1-6, 7-6(6), 6-4 |         |
| 2.                   | 25 mei 2003      | Praag          | Gravel        | Michal Navratil   | Martin Garcia Sebastian Prieto        | 6-4, 3-6, 6-4    |         |

### Landencompetities
| Nr.              | Datum                | Toernooi  | Ondergrond    | Partner(s)                                                            | Tegenstanders in finale                                                       | Score                 | Details |
| ---------------- | -------------------- | --------- | ------------- | --------------------------------------------------------------------- | ----------------------------------------------------------------------------- | --------------------- | ------- |
| Gewonnen finales |                      |           |               |                                                                       |                                                                               |                       |         |
| 1.               | 22-24 september 2017 | Laver Cup | Hardcourt (i) | Rafael Nadal Roger Federer Alexander Zverev Marin Čilić Dominic Thiem | Sam Querrey John Isner Nick Kyrgios Jack Sock Denis Shapovalov Frances Tiafoe | 15-9 (12 wedstrijden) | Details |

## Resultaten grote toernooien
| Legenda | Legenda                          |
| ------- | -------------------------------- |
| g.t.    | geen toernooi gehouden           |
| l.c.    | lagere categorie                 |
| –       | niet deelgenomen                 |
| G       | uitgeschakeld in de groepsfase   |
| 1R      | uitgeschakeld in de eerste ronde |
| 2R      | uitgeschakeld in de tweede ronde |
| 3R      | uitgeschakeld in de derde ronde  |
| 4R      | uitgeschakeld in de vierde ronde |
| KF      | uitgeschakeld in de kwartfinale  |
| HF      | uitgeschakeld in de halve finale |
| F       | de finale verloren               |
| W       | het toernooi gewonnen            |
| w-v     | winst/verlies-balans             |

### Enkelspel
| Toernooi              | 2003 | 2004 | 2005 | 2006 | 2007 | 2008 | 2009 | 2010 | 2011 | 2012 | 2013 | 2014 | 2015 | 2016 | 2017 | 2018 | 2019 |
| --------------------- | ---- | ---- | ---- | ---- | ---- | ---- | ---- | ---- | ---- | ---- | ---- | ---- | ---- | ---- | ---- | ---- | ---- |
| grandslamtoernooien   |      |      |      |      |      |      |      |      |      |      |      |      |      |      |      |      |      |
| Australian Open       | –    | 2R   | 1R   | 2R   | 4R   | 4R   | 4R   | 2R   | KF   | KF   | KF   | HF   | HF   | KF   | 3R   | KF   | 4R   |
| Roland Garros         | –    | 1R   | 2R   | 4R   | 1R   | 2R   | 1R   | HF   | 1R   | 4R   | 1R   | KF   | 4R   | KF   | 2R   | 1R   | –    |
| Wimbledon             | –    | 1R   | 3R   | 4R   | KF   | 3R   | 4R   | F    | 4R   | 1R   | KF   | 3R   | 4R   | HF   | HF   | –    | 1R   |
| US Open               | 2R   | 4R   | 3R   | 4R   | 4R   | 1R   | 1R   | 1R   | 3R   | HF   | 4R   | KF   | 4R   | –    | 2R   | –    | 1R   |
| Tennis Masters Cup    |      |      |      |      |      |      |      |      |      |      |      |      |      |      |      |      |      |
| ATP World Tour Finals | –    | –    | –    | –    | –    | –    | –    | G    | HF   | G    | G    | G    | G    | –    | –    | –    |      |
| ATP Masters 1000      |      |      |      |      |      |      |      |      |      |      |      |      |      |      |      |      |      |
| Indian Wells          | –    | –    | 3R   | 4R   | 2R   | 2R   | 2R   | KF   | 4R   | 4R   | HF   | 2R   | KF   | 4R   | 3R   | 3R   | 1R   |
| Miami                 | –    | –    | 1R   | 3R   | 3R   | HF   | 4R   | F    | KF   | 3R   | KF   | HF   | HF   | KF   | KF   | 3R   | –    |
| Monte Carlo           | –    | 1R   | 2R   | 2R   | HF   | –    | 1R   | 3R   | 3R   | HF   | 3R   | 3R   | F    | 2R   | 3R   | 1R   | –    |
| Madrid                | –    | 1R   | 1R   | HF   | 2R   | 2R   | 2R   | –    | KF   | F    | HF   | KF   | HF   | KF   | 3R   | 1R   | –    |
| Rome                  | –    | –    | 1R   | 3R   | KF   | –    | 1R   | 2R   | KF   | KF   | HF   | 3R   | KF   | 3R   | 3R   | 1R   | –    |
| Hamburg               | –    | –    | 2R   | 1R   | 2R   | 2R   | l.c. | l.c. | l.c. | l.c. | l.c. | l.c. | l.c. | l.c. | l.c. | l.c. | l.c. |
| Montreal/Toronto      | –    | –    | 2R   | KF   | 1R   | 2R   | 1R   | KF   | KF   | 3R   | 3R   | 3R   | 2R   | KF   | –    | –    | –    |
| Cincinnati            | –    | –    | 2R   | 1R   | 3R   | 2R   | KF   | KF   | HF   | 3R   | HF   | 2R   | KF   | 3R   | 1R   | –    | –    |
| Shanghai              | l.c. | l.c. | l.c. | l.c. | l.c. | l.c. | 3R   | 3R   | 3R   | HF   | 3R   | KF   | KF   | 2R   | –    | –    |      |
| Parijs                | –    | –    | W    | KF   | 3R   | 3R   | 2R   | 3R   | HF   | KF   | KF   | HF   | KF   | KF   | –    | –    |      |
| olympisch             |      |      |      |      |      |      |      |      |      |      |      |      |      |      |      |      |      |
| Olympische Spelen     | g.t. | KF   | g.t. | g.t. | g.t. | 3R   | g.t. | g.t. | g.t. | 1R   | g.t. | g.t. | g.t. | –    | g.t. | g.t. | g.t. |
| statistieken          |      |      |      |      |      |      |      |      |      |      |      |      |      |      |      |      |      |
| totaal aantal titels  | 0    | 1    | 1    | 0    | 1    | 1    | 1    | 0    | 1    | 2    | 0    | 2    | 2    | 1    | 0    | 0    | 0    |
| eindejaarsranking     | 113  | 45   | 24   | 13   | 14   | 20   | 20   | 6    | 6    | 6    | 7    | 7    | 6    | 10   | 19   | 71   |      |

### Dubbelspel
| toernooi             | 2004 | 2005 | 2006 | 2007 | 2008 | 2009 | 2010 | 2011 | 2012 | 2013 | 2014 | 2015 | 2016 | 2017 | 2018 | 2019 |
| -------------------- | ---- | ---- | ---- | ---- | ---- | ---- | ---- | ---- | ---- | ---- | ---- | ---- | ---- | ---- | ---- | ---- |
| grandslamtoernooien  |      |      |      |      |      |      |      |      |      |      |      |      |      |      |      |      |
| Australian Open      | –    | KF   | 3R   | –    | –    | –    | –    | –    | –    | –    | –    | –    | –    | –    | –    | –    |
| Roland Garros        | 1R   | 2R   | 1R   | –    | –    | –    | –    | –    | –    | –    | –    | –    | –    | –    | –    | –    |
| Wimbledon            | –    | 2R   | –    | –    | –    | –    | –    | –    | –    | –    | –    | –    | –    | –    | –    | –    |
| US Open              | 2R   | 1R   | 1R   | –    | –    | –    | –    | –    | –    | –    | –    | –    | –    | –    | –    | –    |
| ATP Masters 1000     |      |      |      |      |      |      |      |      |      |      |      |      |      |      |      |      |
| Indian Wells         | –    | –    | 2R   | 1R   | 1R   | 1R   | 2R   | 1R   | 1R   | –    | –    | –    | –    | 1R   | –    | –    |
| Miami                | –    | –    | 2R   | 2R   | 1R   | –    | –    | –    | 1R   | –    | –    | –    | –    | –    | –    | –    |
| Monte Carlo          | –    | –    | 1R   | 1R   | –    | 1R   | –    | –    | 1R   | –    | –    | –    | –    | –    | 1R   | –    |
| Madrid               | l.c. | l.c. | l.c. | l.c. | l.c. | –    | –    | –    | –    | –    | 2R   | –    | –    | –    | –    | –    |
| Rome                 | –    | –    | 2R   | 1R   | –    | 1R   | –    | 1R   | –    | KF   | –    | –    | –    | –    | –    | –    |
| Montreal/Toronto     | –    | –    | 2R   | 2R   | –    | –    | –    | HF   | 2R   | 2R   | –    | 1R   | KF   | –    | –    | –    |
| Cincinnati           | –    | 1R   | 1R   | 2R   | 2R   | 2R   | –    | KF   | 1R   | –    | –    | 1R   | –    | –    | –    | –    |
| Shanghai             | l.c. | l.c. | l.c. | l.c. | l.c. | 1R   | –    | 1R   | 2R   | –    | –    | –    | –    | –    | –    |      |
| Parijs               | –    | –    | 1R   | –    | –    | –    | –    | –    | –    | –    | –    | HF   | –    | –    | –    |      |
| olympisch            |      |      |      |      |      |      |      |      |      |      |      |      |      |      |      |      |
| Olympische Spelen    | –    | g.t. | g.t. | g.t. | 1R   | g.t. | g.t. | g.t. | 2R   | g.t. | g.t. | g.t. | –    | g.t. | g.t. | g.t. |
| statistieken         |      |      |      |      |      |      |      |      |      |      |      |      |      |      |      |      |
| totaal aantal titels | 0    | 0    | 0    | 0    | 1    | 0    | 1    | 0    | 0    | 0    | 0    | 0    | 0    | 0    | 0    | 0    |
| eindejaarsranking    | 418  | 68   | 75   | 164  | 124  | 123  | 140  | 102  | 102  | 174  | 193  | 199  | 207  | —    | —    |      |